# После одмора
„После одмора” је југословенски ТВ филм из 1965. године. Режирао га је Марио Фанели а сценарио је написао Света Лукић.

## Улоге
| Глумац           | Улога |
| ---------------- | ----- |
| Маријан Ловрић   |       |
| Никола Милић     |       |
| Љуба Тадић       |       |
| Радмила Урошевић |       |
| Стево Жигон      |       |